# Metilisobutilchetone
Il metilisobutilchetone (o MIBK) è un chetone molto usato come solvente, avente formula (CH3)2CHCH2-CO-CH3.
A temperatura ambiente si presenta come un liquido incolore dall'odore caratteristico. È un composto molto infiammabile, nocivo, irritante.

## Produzione
Il metil isobutil chetone viene prodotto a partire dall'acetone attraverso un processo in tre passaggi. Inizialmente l'acetone subisce una condensazione aldolica per fornire il diacetone alcol, il quale disidrata rapidamente a dare il mesitil ossido che viene idrogenato per dare il prodotto finale:
I processi moderni combinano questi tre passaggi in uno solo.
La produzione mondiale è di diversi milioni di chilogrammi l'anno.

## Usi
Il MIBK viene utilizzato come solvente per nitrocellulose, lacche, ed alcuni polimeri e resine.

### Precursore della 6PPD
Un altro importante uso del metil isobutil chetone è come precursore della N-(1,3-dimetilbutil)-N-fenil-p-fenilendiammina (6PPD), un antiozonante utilizzato nell'industria degli pneumatici. La 6PPD viene preparata per a coupling riduttivo del MIBK con la 4-amminodifenilammina.

### Solvente e applicazioni minori
Diversamente dagli altri comuni solventi chetonici, acetone e butanone, il MIBK ha una bassa solubilità in acqua, rendendolo utile per estrazioni liquido-liquido. Ha una polarità simile a quella dell'acetato di etile ma una maggiore stabilità nei confronti degli acidi e delle basi in soluzione acquosa. Può essere utilizzato per estrarre oro, argento ed altri metalli preziosi da soluzioni cianuriche, come quelle che si trovano nelle miniere d'oro, per determinare la concentrazione di tali metalli. Anche il diisobutilchetone (DIBK), un chetone lipofilo correlato, viene utilizzato per questo scopo.
Il MIBK viene utilizzato anche come agente denaturante per l'alcol denaturato. Il MIBK viene utilizzato come solvente per la preparazione del gas CS utilizzato come gas lacrimogeno dalle forze di polizia britanniche.